# Contea di Yangshuo
La contea di Yangshuo (cinese semplificato: 阳朔县; cinese tradizionale: 陽朔縣; pinyin: Yángshuò Xiàn) è una contea sotto la giurisdizione della città-prefettura di Guilin, nel nord-est della regione autonoma del Guangxi Zhuang, Cina. Il suo capoluogo si trova nella città di Yangshuo. Circondata da cime carsiche e delimitata da un lato dal fiume Li, è facilmente raggiungibile in autobus o in battello dalla vicina Guilin.